# Mitchell Tulley
Mitchell Peter Tulley (* 15. Oktober 1996 in Brisbane) ist ein australischer Volleyballnationalspieler.

## Karriere
Tulley begann seine Karriere im Alter von sechzehn Jahren in Queensland. 2014 erhielt er ein Stipendium für das Australian Institute of Sport. Außerdem spielte er bei Canberra Heat. Mit der australischen Nationalmannschaft nahm der Außenangreifer an der Volleyball-Weltliga 2016 teil. Anschließend wechselte er auf Empfehlung des Nationaltrainers Roberto Santilli zum deutschen Bundesligisten United Volleys Rhein-Main. In der Saison 2016/17 erreichte er mit dem Verein den dritten Platz in der Bundesliga und das Halbfinale im CEV-Pokal. Kurz vor der nächsten Saison verließ er Frankfurt wegen anhaltender Kniebeschwerden und kehrte in seine Heimat zurück.